# NinKi Kids
NinKi Kids（ニンキ キッズ）は、日本のものまねユニット。｢KinKi Kids（キンキ キッズ）｣のそっくりさんとして活動している。

## 概要
ユニット名の通り、｢KinKi Kids（キンキ キッズ）」のものまねを得意レパートリーとする。ど～も光一☆の細身な体型と、ど～も剛☆の小太りな体型が対照的なコンビである。
以前はものまねバトル（日本テレビ）などにレギュラー出演していた。
2020年現在はテレビ出演のほか、そっくり館キサラや｢ものまね居酒屋 歌芸武者｣のショーに定期的に出演している。mixiに｢NinKi Kids（ニンキ キッズ）｣公認コミュニティがある。
また、｢ものまねジャニーズ軍団｣のメンバーでもある。

## ど～も光一☆のプロフィール
ど〜も光一☆
(堂本光一のものまねを担当。)
本名：佐藤 真（さとう まこと）
身長：171cm
体重：56kg
誕生日：1983年10月3日
星座：てんびん座
血液型：AB型
出身地：東京都
最終学歴：中央大学
趣味：サッカー・スノーボード・ジャズダンス
好きな色：黒・紫
自分を動物に例えると：キツネ
芸能活動と並行してタロット占いや寿司職人としても活動している。
東十条で、お刺身＆ステーキBAR ｢Lien～sweet home～｣を経営している。
お店の名前は、青木隆治からつけてもらった。

## ど～も剛☆のプロフィール
ど〜も剛☆
(堂本剛のものまねを担当。)
本名：松本 健太郎（まつもと けんたろう）
身長：177cm
体重：78kg
誕生日：1978年9月28日
星座：てんびん座
血液型：AB型
出身地：東京都
最終学歴：駒澤大学
趣味：グルメ・卓球・宴会
好きな色：ピンク・グリーン
自分を動物に例えると：ガチャピン
芸能活動と並行してトラック運転手としても働いている。
温泉が好き

## ものまねレパートリー
ど～も光一☆
- 堂本光一〈KinKi Kids（キンキ キッズ）〉(顔)

ど～も剛☆
- 堂本剛〈KinKi Kids（キンキ キッズ）〉(顔)

## 出演番組
- ものまねバトル（日本テレビ）
- ものまねバトル☆CLUB（日本テレビ）
- ダウンタウンのガキの使いやあらへんで!! 絶対に笑ってはいけない高校（日本テレビ）
- 堂本剛の正直しんどい（テレビ朝日）
- くりぃむナントカ（テレビ朝日）
- クイズ☆タレント名鑑（TBS）
- 森田一義アワー 笑っていいとも!（フジテレビ）
- タカトシの時間ですよ!（TBS）
- WADAIの王国（TBS）
- ものまねグランプリ（日本テレビ）
- ABChanZoo（テレビ東京）
- タカトシの赤坂ゴールデン街（TBS）
- あらゆる世界を見学せよ!～潜入！リアルスコープ（フジテレビ）
- クイズ☆スター名鑑（TBS）
- モヤモヤさまぁ〜ず2(テレビ東京)
- 勇者ああああ（テレビ東京）
- ザ・細かすぎて伝わらないモノマネ（フジテレビ）
- アウト×デラックス（フジテレビ）
- ウチのガヤがすみません!（日本テレビ）
- ぽかぽか 「神田さんって43才に見えないですね!って言われたい」（フジテレビ）

他